# Santuario della Madonna del Ciastreo
Il santuario della Madonna del Ciastreo o della Madonna della Consolazione è un luogo di culto cattolico situato nella frazione di Corte nel comune di Molini di Triora, in provincia di Imperia.

## Storia e descrizione
È uno dei principali luoghi di culto degli abitanti di Corte.
Secondo la leggenda locale, tramandata per via orale, qui apparve la Vergine Maria ad una pastorella muta dalla nascita che "miracolosamente" riacquistò l'uso della parola. A seguito dell'apparizione gli abitanti iniziarono la costruzione di un santuario, ancora oggi venerato dalla popolazione e dai villaggi vicini.
All'interno sono conservati, oltre ai numerosi ex voto offerti alla Vergine, quadri e dipinti di ogni epoca tra cui uno raffigurante San Mauro del 1622.
L'altare maggiore è un'opera in legno dello scultore locale Giuseppe Borgognese, detto il Buscaglia, mentre la pregiata ancona raffigura la Madonna con il Bambino Gesù con ai lati i santi Francesco e Carlo Borromeo.